# Wybory prezydenckie w Niemczech w 1954 roku
Wybory prezydenckie w Niemczech w 1954 roku odbyły się 17 lipca. Zgodnie z konstytucją prezydenta wybierało Zgromadzenie Federalne złożone z deputowanych Bundestagu oraz w równej liczbie elektorów wybranych przez parlamenty lokalne (Landtagi). Z 1018 głosów Theodor Heuss otrzymał 871 głosów. Został wybrany na prezydenta już w pierwszej rundzie głosowania. Tym samym stał się pierwszą osobą w historii RFN, która po raz drugi z rzędu została wybrana Prezydentem Federalnym.

## Wyniki
| Kandydat                           | Partia      | I tura        | I tura  |
| Kandydat                           | Partia      | Liczba głosów | Procent |
| ---------------------------------- | ----------- | ------------- | ------- |
| Theodor Heuss                      | FDP         | 871           | 85,6    |
| Alfred Weber                       | KPD         | 12            | 1,2     |
| Konrad Adenauer                    | CDU         | 1             | 0,1     |
| Karl Dönitz                        | bezpartyjny | 1             | 0,1     |
| Ludwik Ferdynand (II) Hohenzollern | bezpartyjny | 1             | 0,1     |
| Marie Elisabeth Lüders             | FDP         | 1             | 0,1     |
| Ernst August von Hannover          | bezpartyjny | 1             | 0,1     |
| Franz-Josef Wuermeling             | CDU         | 1             | 0,1     |

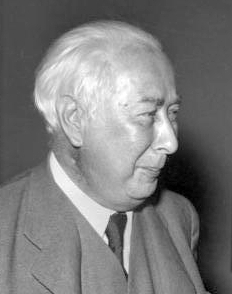
Theodor Heuss – urzędujący prezydent
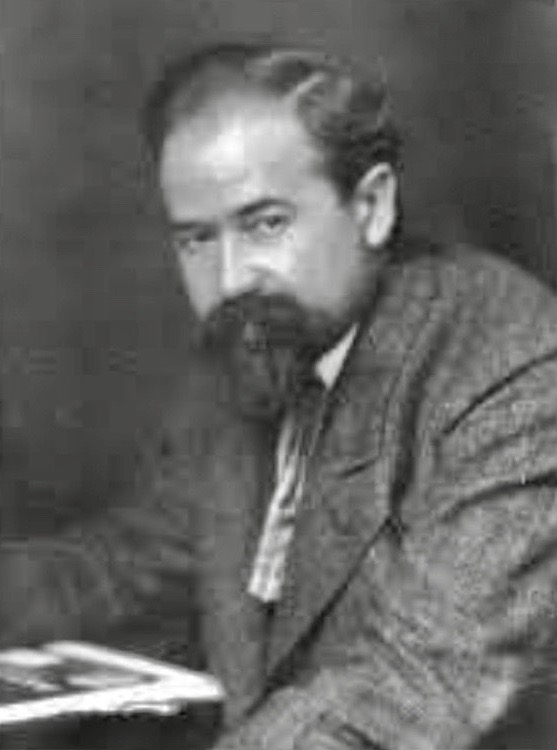
Alfred Weber – kandydat KPD
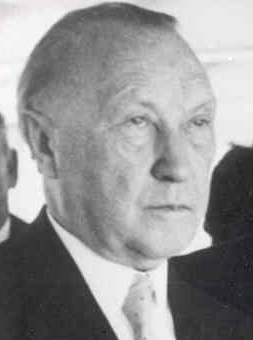
Konrad Adenauer – kandydat CDU (kanclerz)
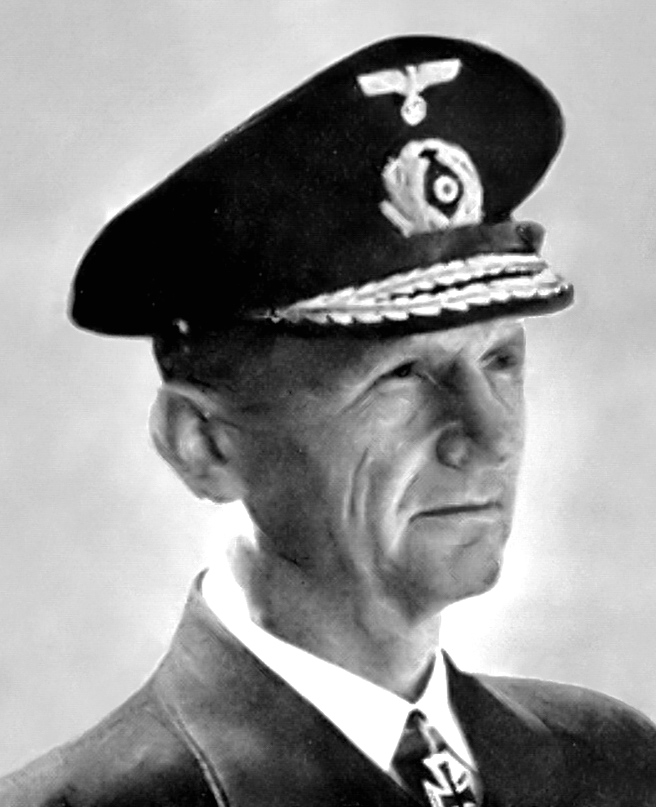
Karl Dönitz – kandydat  bezpartyjny (były prezydent Niemiec)
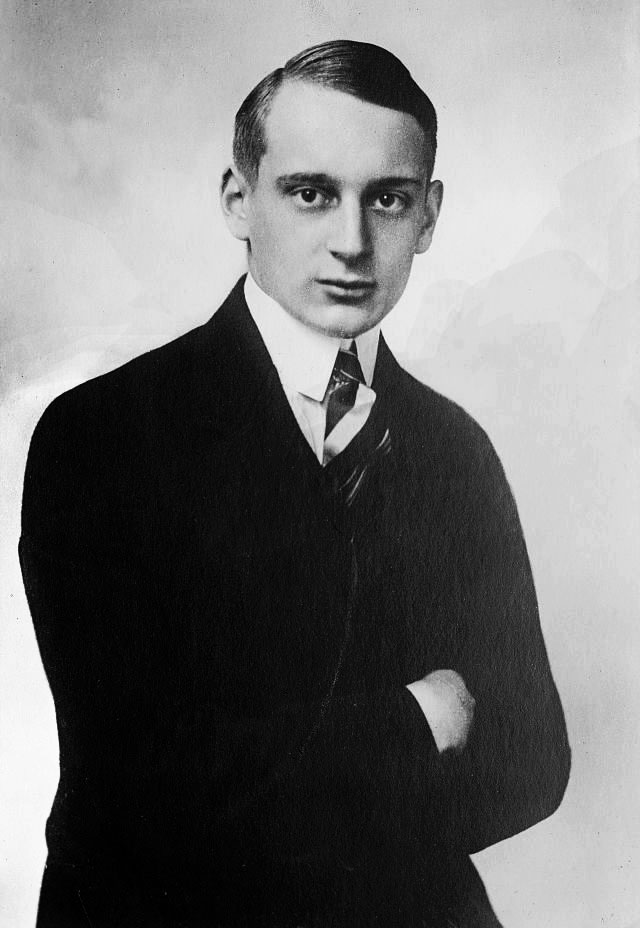
Ludwik Ferdynand (II) Hohenzollern – kandydat  bezpartyjny (Książę Prus)
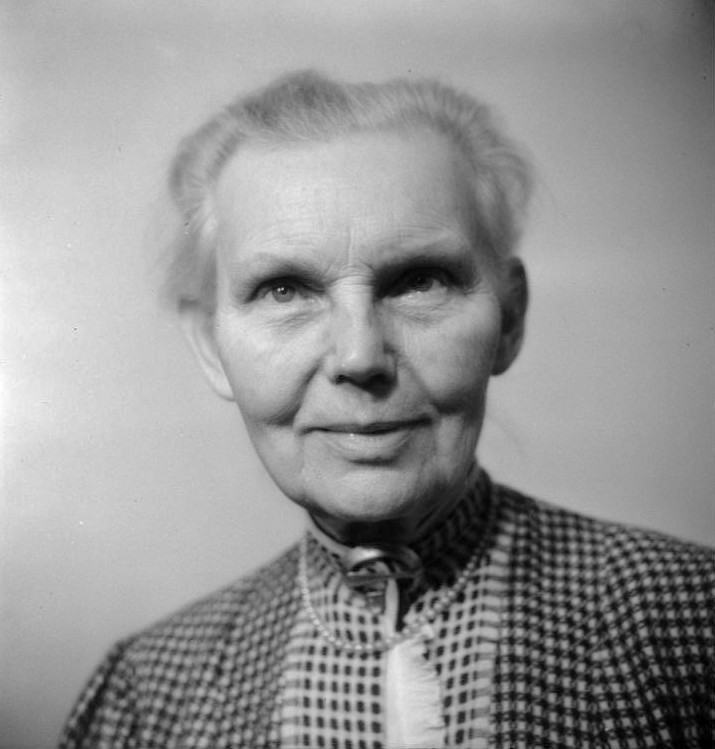
Marie Elisabeth Lüders – kandydatka FDP
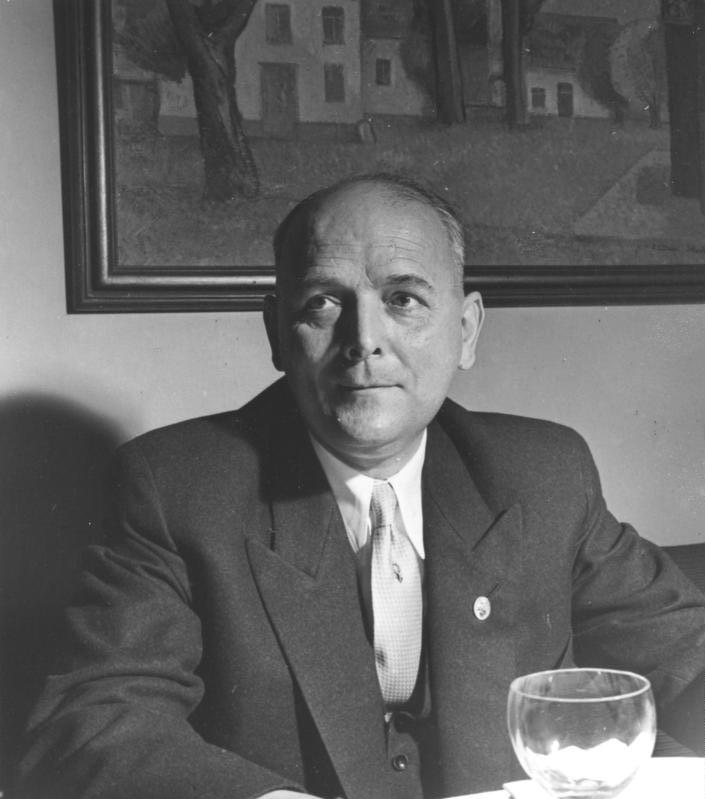
Franz-Josef Wuermeling – kandydat CDU (minister ds. Rodziny, Seniorów, Kobiet i Młodzieży)

W czasie wyboru prezydenta federalnego w 1954 przebywający nadal w więzieniu Dönitz otrzymał jeden głos, co przy odczytaniu wyników głosowania wywołało powszechne niezadowolenie w Zgromadzeniu Federalnym.